# Pasečnice
Pasečnice település Csehországban, a Domažlicei járásban. Pasečnice Stráž, Tlumačov, Pelechy, Domažlice, Babylon és Česká Kubice településekkel határos. Lakosainak száma 192 fő (2024. január 1.).

## Népesség
A település lakosságának változását az alábbi diagram mutatja:
| Lakosok száma | 663  | 623  | 555  | 294  | 208  | 183  | 208  | 208  | 217  | 192  |
|               | 1869 | 1900 | 1921 | 1961 | 1980 | 2011 | 2016 | 2019 | 2021 | 2024 |